# Cosma Hoàng Văn Đạt
Cosma Hoàng Văn Đạt (sinh 1947) là một Giám mục Công giáo người Việt Nam. Khẩu hiệu Giám mục của ông là "Tình thương và sự sống". Ông từng đảm trách vai trò Giám mục chính tòa Giáo phận Bắc Ninh (2008–2023), Tổng thư ký Ban Thường vụ của các Ủy ban trực thuộc Hội đồng Giám mục Việt Nam nhiệm kỳ 2013–2016 và Chủ tịch Uỷ ban Tu sĩ trực thuộc Hội đồng Giám mục Việt Nam nhiệm kỳ 2019–2022.
Ngoài tiếng mẹ đẻ là tiếng Việt, ông còn có thể giao tiếp bằng tiếng Anh, tiếng Pháp và tiếng Latinh.

## Thân thế và tu học
Giám mục Hoàng Văn Đạt sinh ngày 20 tháng 7 năm 1947, theo thông tin từ Văn phòng Báo chí Toà Thánh (theo thông tin từ trang web Giáo phận Bắc Ninh, ông sinh vào ngày 17 tháng 6 năm 1948 tại giáo họ Xuân Lai, giáo xứ Nội Bài, Đa Phúc, Phúc Yên (nay thuộc xã Xuân Thu, huyện Sóc Sơn, thành phố Hà Nội), thuộc Giáo phận Bắc Ninh, trong một gia đình Công giáo có nhiều tín hữu tử đạo Công giáo. Sau khi thân phụ qua đời, thân mẫu cậu bé Đạt đưa cậu và các thành viên gia đình di cư vào Nam. Thời kỳ này, cậu sinh sống tại giáo xứ Gò Công (Giáo xứ Thánh Gẫm), nay thuộc Thành phố Thủ Đức, Thành phố Hồ Chí Minh. Giáo xứ này hoàn toàn là giáo dân gốc miền Nam. Cậu tiếp tục đến sinh hoạt tại giáo xứ Thánh Cẩm và giáo xứ An Lạc (Tân Bình, Tp.HCM).
Năm 1967, chàng thanh niên Hoàng Văn Đạt vào Dòng Tên và khấn lần đầu sau đó vào năm 1970. Sau khi tuyên khấn, Hoàng Văn Đạt được cử theo triết học và thần học tại Giáo hoàng Học viện Thánh Piô X Đà Lạt. Chủng sinh Đạt là một trong bốn chủng sinh học cùng lớp Giáo hoàng Học viện này, sau trở thành giám mục. Ba chủng sinh còn lại là Giuse Nguyễn Chí Linh, Mátthêu Nguyễn Văn Khôi và Giuse Nguyễn Năng. Thân mẫu chủng sinh Đạt không tin tưởng vào khả năng cậu có thể trở thành linh mục và từng hai lần đề nghị cậu rời Dòng Tên để về với gia đình, vì bà nhận định cậu ham chơi và bỏ lễ, bỏ việc đọc kinh bổn. Cậu Hoàng Văn Đạt, sau là Giám mục, nhận định Dòng Tên đã biến đổi cuộc đời ông.

## Linh mục
Sau khoảng thời gian tu học, ngày 5 tháng 6 năm 1976, Cosma Hoàng Văn Đạt được truyền chức linh mục. Sau khi được truyền chức, tân linh mục Đạt được bổ nhiệm làm Giám đốc ứng sinh Dòng Tên tại Thủ Đức. Năm 1978, ông được chọn giữ chức Đặc trách tập viện dòng Tên và giữ nhiệm vụ này đến năm 1988. Năm 1982, ông Khấn trọn vào Dòng Tên. Trong khoảng thời gian 25 năm từ năm 1977 đến năm 2002, linh mục Đạt là giáo sư các môn Thần học, Tu Đức, Luật Dòng, dạy học cho các tu sinh dòng Tên. Ông từng hỗ trợ mục vụ tại Giáo xứ Hiển Linh (Thủ Đức).
Sau khi thân mẫu qua đời, năm 1986, linh mục Hoàng Văn Đạt được Tổng giám mục Tổng giáo phận Thành phố Hồ Chí Minh Phaolô Nguyễn Văn Bình bổ nhiệm làm linh mục chính xứ Thiên Thần kiêm quản lý trại phong Thanh Bình, Sài Gòn, đồng thời là Tập sư Nhà Tập. Năm 1995, linh mục Đạt được thuyên chuyển làm linh mục chính xứ tại trại phong Thanh Bình.
Từ năm 1997, Hoàng Văn Đạt hỗ trợ chương trình thường huấn cho các linh mục và nữ giáo dân tận hiến giữa đời của giáo phận Bắc Ninh và từ năm 2001 kiêm thêm vai trò năm phụ tá năm tập thứ III cho các linh mục Dòng Tên Việt Nam. Năm 2002, ông được cử đi du học tại Pháp chuyên về linh đạo.
Từ năm 2005, ông đảm nhận vai trò linh hướng tại Đại chủng viện Thánh Giuse Hà Nội.

## Giám mục

### Bổ nhiệm
Ngày 4 tháng 8 năm 2008, Tòa Thánh loan báo Giáo hoàng Biển Đức XVI đã quyết định bổ nhiệm linh mục Cosma Hoàng Văn Đạt thuộc Dòng Tên làm giám mục chính tòa Giáo phận Bắc Ninh. Giám mục Đạt cho biết ông không được Giáo hoàng và bất kỳ vị hữu trách nào báo tin trước, và chỉ nhận được tin bổ nhiệm qua đài phát thanh, sau khi cho rằng người thân quen đùa việc bổ nhiệm ông làm Giám mục.
Quá trình gắn bó với các bệnh nhân bệnh phong giúp Tân giám mục Hoàng Văn Đạt có cảm tình đặc biệt với họ. Sau khi được công bố thông tin bổ nhiệm, ngày 12 tháng 8, tân giám mục cử hành lễ kính nhớ thánh tử đạo Việt Nam Antôn Nguyễn Đích, quan thầy các bệnh nhân phong Việt Nam tại trại phong Quả Cảm Bắc Ninh. Tân giám mục cho rằng được bổ nhiệm làm Giám mục Bắc Ninh khiến ông trở nên gần gũi về mặt địa lý với các bệnh nhân phong tại trại phong Quả Cảm hơn và khẳng định, với vai trò là một giám mục, ông sẽ là một bàn tay nối kết những tấm lòng đến với các bệnh nhân phong.
Tân giám mục Hoàng Văn Đạt chọn cho mình khẩu hiệu: "Tình thương và Sự sống". Câu này trích từ sách Gióp 10,12: "Ngài đã ban cho con tình thương và sự sống…". Câu này được chính ông, khi còn là một chủng sinh, nghiên cứu về quyển sách này, tìm thấy. Hoàng Văn Đạt nhớ lại thời kỳ là chủng sinh, Giáo hoàng Phaolô VI khuyến khích xây dựng xã hội bằng tình thương và khi ấy, ông rất tâm đắc về điều này. Ông cho rằng việc chọn khẩu hiệu giám mục "Tình thương và Sự sống", một phần vì lý do tự mình khám phá trong Kinh Thánh, phần khác ông cho rằng mình đã có những cảm nghiệm thiêng liêng, giúp định hướng đời sống. Ông cho rằng, Tình thương và sự sống là ưu tư của Giáo hội Việt Nam cũng như Giáo hội Hoàn vũ. Nói về huy hiệu Giám mục của mình, ông cho biết lầy cảm hứng từ huy hiệu của dòng Tên, gồm ba chữ cái IHS ở giữa mặt trời toả sáng, trong đó IHS chính là 3 mẫu tự đầu của tên Giêsu trong tiếng Hy Lạp. Lấy cảm hứng từ huy hiệu dòng, ông lấy lại hình ảnh này và thay Mặt trời bằng nón quai thao với ước mong Chúa Giêsu là mặt trời toả sáng cả thế giới cũng đi vào văn hoá Quan họ Bắc Ninh. Tất nhiên không chỉ Quan Họ cũng không chỉ Bắc Ninh, nhưng là cả giáo phận. Ba mẫu tự trong huy hiệu được khắc họa hình ảnh những đốt tre vàng. Giám mục Đạt thể hiện hình ảnh tre vàng là loại tre mọc phổ biến tại vùng đất văn hóa Kinh Bắc, nơi phát xuất Quan họ Bắc Ninh.

### Tấn phong
Lễ tấn phong tân giám mục Hoàng Văn Đạt được cử hành vào ngày 7 tháng 10 năm 2008 với nghi thức truyền chức được cử hành bởi chủ phong là Giám mục Giáo phận Đà Lạt Phêrô Nguyễn Văn Nhơn. Hai giám mục phụ phong là Giám mục chính tòa Giáo phận Hải Phòng Giuse Vũ Văn Thiên và giám mục Giuse Châu Ngọc Tri, giám mục chính tòa Giáo phận Đà Nẵng.

### Mục vụ
Ngày 29 tháng 5 năm 2010, Giám mục Hoàng Văn Đạt quyết định chọn Thánh Giuse Hoàng Lương Cảnh và các thánh tử đạo Bắc Ninh làm thánh quan thầy bảo trợ thứ hai của Giáo phận Bắc Ninh. Giám mục Đạt tham gia Đại hội truyền giáo toàn quốc từ ngày 1 đến ngày 4 tháng 9 năm 2015 tại Trung tâm Mục vụ Tổng giáo phận Huế. Tại đây, ông đã có bài tham luận: Những bước chuyển mình của Hội Thánh trên đường Loan báo Tin Mừng.
Các giám mục Việt Nam từ 27 giáo phận họp Đại hội XIV Hội đồng Giám mục Việt Nam tại trung tâm Mục vụ Giáo phận Hải Phòng vào cuối tháng 9 và đầu tháng 10 năm 2019. Trong khuôn khổ đại hội, các giám mục đã sắp xếp và bầu chọn nhân sự trong hội đồng. Kết quả, các giám mục chọn Giám mục Hoàng Văn Đạt đảm trách vai trò Chủ tịch Uỷ ban Tu sĩ thuộc Hội đồng Giám mục trong nhiệm kỳ 2019 – 2022.
Từ thời Đại diện Tòa Thánh Leopoldo Girelli, Giám mục Hoàng Văn Đạt đã xin từ nhiệm vì lý do sức khỏe giảm sút. Tuy vậy, Tòa Thánh không chuẩn thuận việc từ nhiệm này và ông cần một giám mục phó. Giám mục Đạt sau đó thừa nhận rằng ông đã ba lần viết đơn xin từ nhiệm, khoảng 10 năm trước đó (2013), khi Tòa Thánh bổ nhiệm Giám mục phó (2021) và thời điểm ít tháng trước độ tuổi hồi hưu theo Giáo luật (2023).

## Hưu dưỡng
Ngày 17 tháng 6 năm 2023, Văn phòng Báo Chí Tòa Thánh loan báo thông tin Giáo hoàng đã chuẩn thuận đơn từ nhiệm của Giám mục Hoàng Văn Đạt vì lý do tuổi tác. Với việc chấp thuận này, Giám mục phó Giuse Đỗ Quang Khang chính thức trở thành Giám mục chính tòa Bắc Ninh.

## Nhận xét
Giám mục Cosma Đạt được nhiều người mệnh danh là "Giám mục người cùi" vì những công đức mà ông đã đóng góp cho trại phong cùi Thanh Bình, Quận 2, Thành phố Hồ Chí Minh trong suốt 16 năm làm mục vụ tại đây. Thánh giá đeo ngực biểu thị cho vai trò giám mục mà ông sử dụng chính là thánh giá bằng gỗ mà ông đã dùng tại trại phong, ghi dấu những tình cảm đặc biệt mà ông đã dành riêng cho những người bị bệnh nan y phong cùi.

## Tông truyền
Giám mục Cosma Hoàng Văn Đạt được tấn phong giám mục năm 2008, thời Giáo hoàng Biển Đức XVI:
- Giám mục Chủ phong: Giám mục chính tòa Giáo phận Đà Lạt Phêrô Nguyễn Văn Nhơn.
- Hai giám mục phụ phong: Giám mục Giuse Vũ Văn Thiên, giám mục chính tòa Giáo phận Hải Phòng và Giám mục Giuse Châu Ngọc Tri, giám mục chính tòa Giáo phận Đà Nẵng.

Giám mục Cosma Hoàng Văn Đạt là giám mục chủ phong cho giám mục:
- Năm 2021, giám mục Giuse Đỗ Quang Khang, hiện đang là giám mục chính tòa Giáo phận Bắc Ninh.

Giám mục Cosma Hoàng Văn Đạt là giám mục phụ phong cho giám mục:
- Năm 2009, giám mục Tôma Aquinô Vũ Đình Hiệu, hiện là Giám mục chính tòa Giáo phận Bùi Chu.

Dưới đây là sơ đồ tính Tông truyền từ giám mục Việt Nam đầu tiên được giám mục ngoại quốc chủ phong cho đến đời Giám mục Hoàng Văn Đạt.